# Boykinia intermedia
Boykinia intermedia är en stenbräckeväxtart som först beskrevs av Charles Vancouver Piper, och fick sitt nu gällande namn av George Neville Jones. Boykinia intermedia ingår i släktet bäckbräckor, och familjen stenbräckeväxter. Inga underarter finns listade i Catalogue of Life.